# John Callen
John Callen (4 november 1946) is een in Engeland geboren Nieuw-Zeelands (stem)acteur en toneelregisseur. Hij speelt de rol van de dwerg Óin in The Hobbit-trilogie van Peter Jackson.

## Filmografie

### Films
| Jaar | Film                                | Rol | Opmerkingen |
| ---- | ----------------------------------- | --- | ----------- |
| 2012 | The Hobbit: An Unexpected Journey   | Óin |             |
| 2013 | The Hobbit: The Desolation of Smaug | Óin |             |
| 2014 | The Hobbit: There and Back Again    | Óin |             |